# Nettapus auritus
L'oca pigmea africana (Nettapus auritus Boddaert, 1836) è un uccello della famiglia degli Anatidae.

## Descrizione
È una delle anatre più piccole del mondo. Infatti, non supera i 32 cm.

## Distribuzione e habitat
È diffusa esclusivamente nell'Africa sub-sahariana e in Madagascar. L'areale si estende dal Senegal all'Etiopia, fino alle regioni orientali del Sudafrica. Durante la stagione secca, tende a migrare, mentre, nella stagione delle piogge amplia il suo areale abitudinario, tenendosi comunque lontano dalle zone aride e le pianure popolate. L'areale può raggiungere solo occasionalmente il Ciad ed il Sudan.
Si tratta comunque di un uccello particolarmente schivo, per ciò è abbastanza difficile da osservare. Le popolazioni maggiori si trovano sul lago Tana e sul Delta dell'Okavango, dove se ne contano circa 15.000 esemplari. In Africa occidentale gli individui stimati sarebbero 20-30.000 contro i 100-250.000 esemplari dell'Africa orientale e meridionale e i 5-10.000 del Madagascar.
In Senegal, Kenya e Zimbabwe la popolazione delle oche pigmee è considerata minacciata a causa soprattutto della distruzione del suo habitat naturale e dell'introduzione di specie animali non endemiche. In alcune zone è ancora oggetto di caccia.

## Alimentazione
Il suo habitat è influenzato dalla presenza delle Nymphaea, sua principale fonte di nutrimento, oltre naturalmente a piccoli pesci, invertebrati ed erba d'ogni genere.

## Riproduzione
Durante la stagione riproduttiva, l'oca pigmea diventa particolarmente aggressiva anche contro uccelli di diversa specie. Costruiscono il nido dentro gli alberi o dentro fitti canneti in prossimità di un albero abbattuto. Capita anche che riutilizzino il nido abbandonato delle Umbrette. Non imbottiscono il nido né lo adornano, preferendo deporre le uova per poi coprirle con un po' di peluria. Le uova, di colore bianco-crema, possono essere da sei a dodici, ma in media sono nove. Il periodo di incubazione varia da 21 a 23 giorni e cova soltanto la femmina. I giovani impiumano dopo soli 56-63 giorni.